# Associazione Sportiva Dilettantistica Pink Sport Time
Dernière mise à jour : 8 mars 2023.
L'Associazione Sportiva Dilettantistica Pink Sport Time ou Pink Bari est un club italien de football féminin basé à Bari.

## Histoire

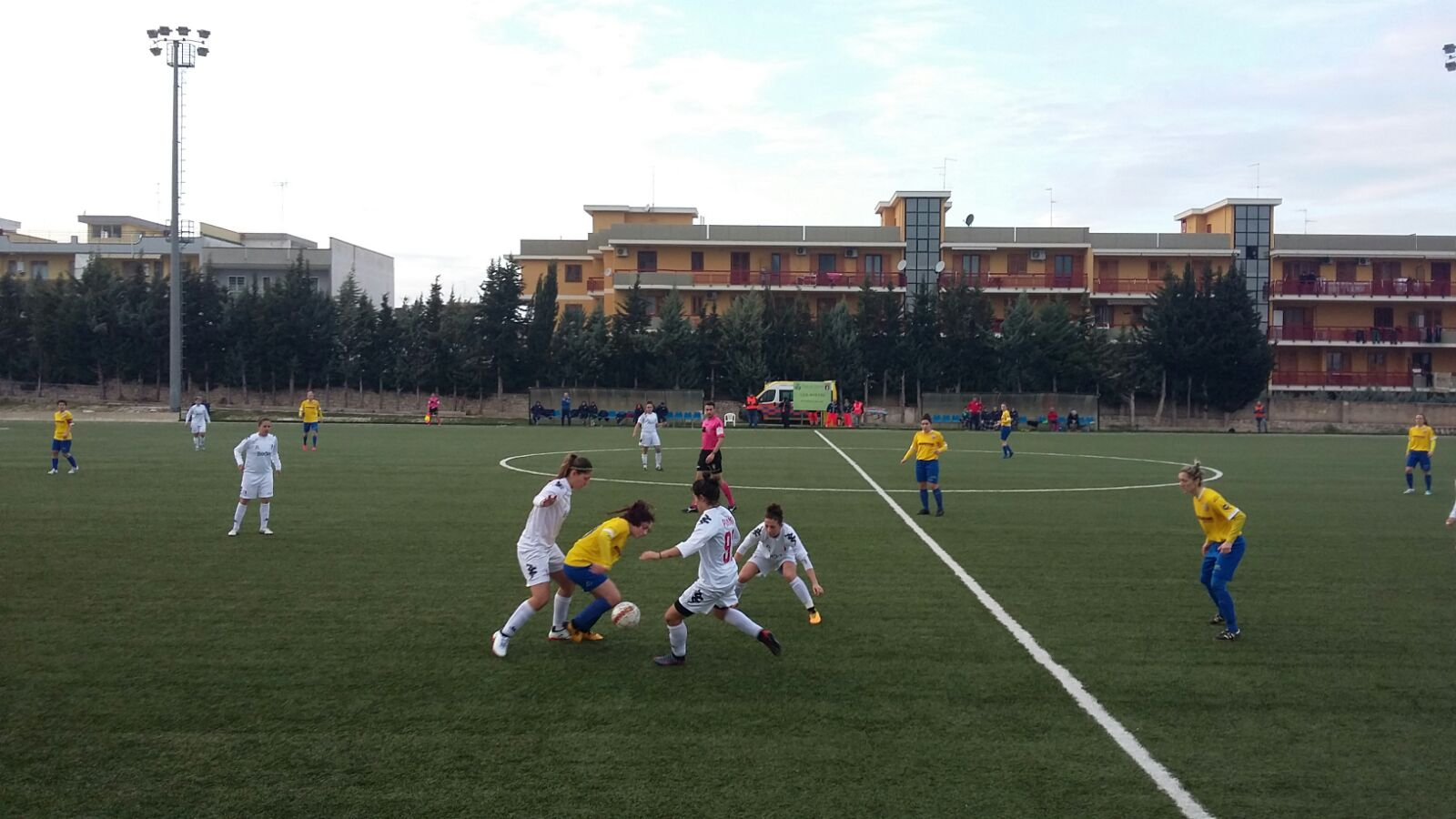
Rencontre de Serie A 2017–18, Pink Sport Time–Tavagnacco (1–0).

Le club est fondé en 2001 dans le but de promouvoir le sport féminin, avec une section basket-ball et une section football. Le club adopte les couleurs rose et bleu. À partir de 2003, le club s'inscrit à la fédération italienne de football et démarre en Serie C, la quatrième division. En 2007, en terminant à la première place de sa poule, le club accède à la Serie B (à ce moment la troisième division) mais ne se maintiendra pas. De retour en Serie C en 2008, Bari remonte après une saison en troisième division.
Après la saison 2009–2010, Pink Bari termine à la deuxième place de son groupe et profite de la réorganisation du football italien pour accéder à la Serie A2, la deuxième division. En 2013, la Serie A2 est renommée Serie B, Pink Bari termine à la première place du groupe B en fin de saison 2013-2014 et accède pour la première fois en Serie A, la première division italienne.
Lors de la saison 2014–2015, le club termine à la 12e place, et devait être relégué mais profite du retrait de l'ASD Torres pour rester en Serie A, la saison suivante le club ne pourra pas éviter la relégation. Le club effectue un rapprochement avec le club masculin FC Bari 1908 et adoptera ses couleurs, le rouge et le blanc et le nom FC Bari 1908 Pink. Pink Bari ne sera jamais totalement intégré au FC Bari, celui-ci fera faillite en 2018.
En 2016, Pink Sport Time crée la première école d'élite de football entièrement féminine.
En 2017, Bari retourne en Serie A et en 2018 atteindra les demi-finales de la Coupe d'Italie.
Après la saison 2018–2019, en terminant à la 11e place le club devait être relégué mais profite de nouveau d'un repêchage à la suite des retraits de ChievoVerona Valpo et Mozzanica.
À l'issue de la saison 2021–22, le club vend son titre sportif pour participation à la Serie B à l'équipe féminine de Ternana.

## Palmarès
| Compétitions nationales                          |
| ------------------------------------------------ |
| - Serie B (2) : - Champion : 2013-14 et 2016-17. |